# Kenneth Carlsen
Pour les articles homonymes, voir Carlsen.
Kenneth Carlsen, né le 17 avril 1973 à Copenhague (Danemark), est un joueur de tennis danois, professionnel entre 1992 et 2007. Il compte trois titres ATP à son palmarès.

## Carrière
Kenneth Carlsen remporte les tournois de Hong Kong en 1998 et de Tokyo en 2002. Il remporte enfin le Tournoi de Memphis contre le Biélorusse Max Mirnyi en 2005.

## Palmarès

### Titres en simple messieurs
| No | Date       | Nom et lieu du tournoi                       | Catégorie   | Dotation  | Surface    | Finaliste     | Score     |          |
| -- | ---------- | -------------------------------------------- | ----------- | --------- | ---------- | ------------- | --------- | -------- |
| 1  | 06-04-1998 | Salem Open, Hong Kong                        | Int' Series | 315 000 $ | Dur (ext.) | Byron Black   | 6-2, 6-0  |          |
| 2  | 30-09-2002 | AIG Japan Open Tennis Championships, Tokyo   | Series Gold | 700 000 $ | Dur (ext.) | Magnus Norman | 7-68, 6-3 | Parcours |
| 3  | 14-02-2005 | Regions Morgan Keegan Championships, Memphis | Series Gold | 665 000 $ | Dur (int.) | Max Mirnyi    | 7-5, 7-5  | Parcours |

### Finales en simple messieurs
| No | Date       | Nom et lieu du tournoi                               | Catégorie    | Dotation  | Surface         | Vainqueur       | Score          |  |
| -- | ---------- | ---------------------------------------------------- | ------------ | --------- | --------------- | --------------- | -------------- |  |
| 1  | 28-09-1992 | Queensland Open, Brisbane                            | World Series | 235 000 $ | Dur (int.)      | Guillaume Raoux | 6-4, 7-610     |  |
| 2  | 11-03-1996 | Copenhagen Open, Copenhague                          | World Series | 203 000 $ | Moquette (int.) | Cédric Pioline  | 6-2, 7-67      |  |
| 3  | 06-01-1997 | BellSouth Open, Auckland                             | World Series | 303 000 $ | Dur (ext.)      | Jonas Björkman  | 7-6, 6-0       |  |
| 4  | 05-07-1999 | Miller Lite Hall of Fame Championships, Newport (RI) | Int' Series  | 295 000 $ | Gazon (ext.)    | Chris Woodruff  | 65-7, 6-4, 6-4 |  |

### Finales en double messieurs
| No | Date       | Nom et lieu du tournoi     | Catégorie    | Dotation  | Surface         | Vainqueurs                            | Partenaire          | Score         |          |
| -- | ---------- | -------------------------- | ------------ | --------- | --------------- | ------------------------------------- | ------------------- | ------------- | -------- |
| 1  | 10-03-1997 | Copenhagen Open Copenhague | World Series | 203 000 $ | Moquette (int.) | Andreï Olhovskiy Brett Steven         | Frederik Fetterlein | 6-4, 6-2      |          |
| 2  | 14-09-1998 | President’s Cup Tachkent   | Int' Series  | 380 000 $ | Dur (ext.)      | Stefano Pescosolido Laurence Tieleman | Sjeng Schalken      | 7-5, 4-6, 7-5 |          |
| 3  | 11-09-2006 | China Open Pékin           | Int' Series  | 475 000 $ | Dur (ext.)      | Mahesh Bhupathi Mario Ančić           | Michael Berrer      | 6-4, 6-3      | Parcours |

## Résultats en Grand Chelem

### En simple
| Année | Open d'Australie | Open d'Australie      | Roland-Garros | Roland-Garros       | Wimbledon | Wimbledon              | US Open  | US Open             |
| ----- | ---------------- | --------------------- | ------------- | ------------------- | --------- | ---------------------- | -------- | ------------------- |
| 1993  | 4e tour          | Michael Stich         | 2e tour       | Stefano Pescosolido | 3e tour   | Cédric Pioline         | 1er tour | Mikael Pernfors     |
| 1994  | 2e tour          | Thomas Muster         | 1er tour      | Fabrice Santoro     | 3e tour   | Jonas Björkman         | 1er tour | Jordi Burillo       |
| 1995  | 2e tour          | Ievgueni Kafelnikov   | 2e tour       | Jim Courier         | 2e tour   | Alexander Mronz        | 3e tour  | Jim Courier         |
| 1996  | 1er tour         | Sébastien Lareau      | 1er tour      | Todd Martin         | 1er tour  | Nicolás Lapentti       | 2e tour  | Jason Stoltenberg   |
| 1997  | 1er tour         | Marc-Kevin Goellner   | 1er tour      | Todd Woodbridge     | 1er tour  | Emilio Benfele Álvarez | 2e tour  | Marcelo Ríos        |
| 1998  | 1er tour         | Michael Chang         | 1er tour      | Albert Costa        | 1er tour  | Alex O'Brien           | 1er tour | Lucas Arnold Ker    |
| 1999  | 1er tour         | Paul Goldstein        | 1er tour      | Wayne Ferreira      | -         | -                      | 2e tour  | Jonas Björkman      |
| 2000  | -                | -                     | -             | -                   | -         | -                      | -        | -                   |
| 2001  | -                | -                     | -             | -                   | 2e tour   | Guillermo Cañas        | 1er tour | Xavier Malisse      |
| 2002  | 1er tour         | Fernando Vicente      | -             | -                   | 1er tour  | Andrei Pavel           | 2e tour  | Fernando González   |
| 2003  | 1er tour         | Radek Štěpánek        | 1er tour      | Julien Varlet       | 1er tour  | Nicolás Lapentti       | 2e tour  | Ievgueni Kafelnikov |
| 2004  | 1er tour         | Sjeng Schalken        | 1er tour      | Thomas Enqvist      | 3e tour   | Alexander Popp         | 1er tour | Hicham Arazi        |
| 2005  | 1er tour         | Philipp Kohlschreiber | 1er tour      | Guillermo Coria     | 1er tour  | Victor Hănescu         | 1er tour | Nicolás Almagro     |
| 2006  | 1er tour         | Fernando Verdasco     | 1er tour      | Tim Henman          | -         | -                      | -        | -                   |

### En double
| Année | Open d'Australie | Open d'Australie | Roland-Garros         | Roland-Garros                    | Wimbledon              | Wimbledon                         | US Open                 | US Open                             |
| ----- | ---------------- | ---------------- | --------------------- | -------------------------------- | ---------------------- | --------------------------------- | ----------------------- | ----------------------------------- |
| 2004  | -                | -                | -                     | -                                | 1er tour Tuomas Ketola | Feliciano López Fernando Verdasco | 1er tour Vincent Spadea | Jean-Francois Bachelot Andrei Pavel |
| 2005  | -                | -                | 1er tour Ivo Karlović | Marcin Matkowski Alexander Waske | -                      | -                                 | 2e tour Jeff Coetzee    | Fernando González Nicolás Massú     |